# Migración lessepsiana

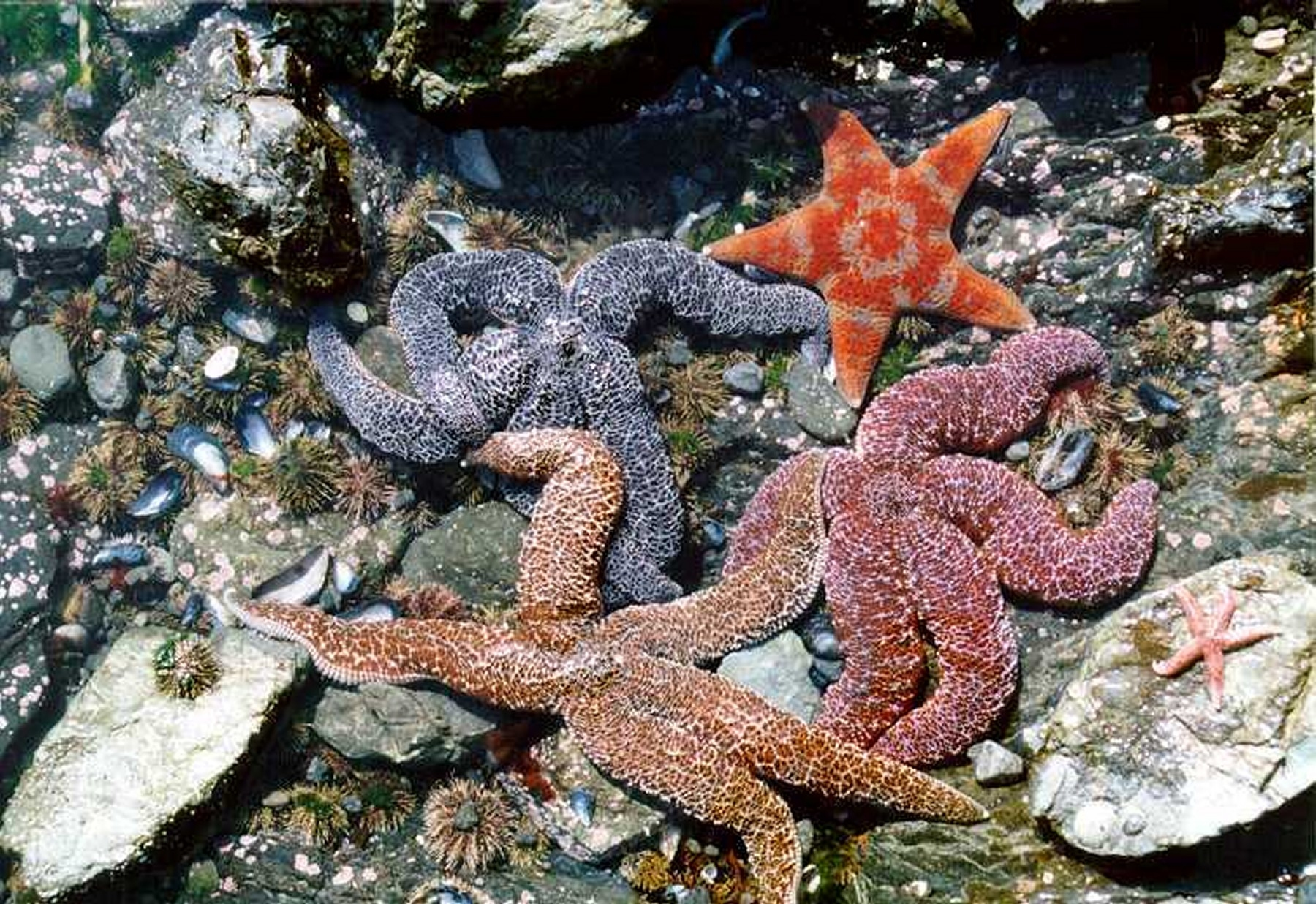
estrella de mar, una especie muestra de la migración antilessepsiana.

La migración lessepsiana es el nombre por el que se conoce la entrada a través del canal de Suez de especies marinas procedentes del Mar Rojo que prosperan en el Mediterráneo oriental. Esta denominación procede de Ferdinand de Lesseps el ingeniero que diseñó y construyó el Canal de Suez, la obra de ingeniería civil que puso en contacto por vez primera en los últimos 12 millones de años los ecosistemas marinos del Mar Rojo y del Mediterráneo, posibilitando la migración de especies propias del mar Rojo al Mediterráneo (migraciones lessepsianas), y menos frecuentemente del Mediterráneo al Rojo (antilessepsianas).
Ejemplo de migración lessepsiana es la presencia de peces trompeta en Túnez y Sicilia, y de peces león en Chipre, ambas especies típicas del mar Rojo. La introducción del alga Caulerpa racemosa en el Mediterráneo en la década de 1930 es otro caso de migración lessepsiana. Su expansión inicial quedó limitada a las costas de Egipto, Turquía y Túnez. sin embargo, a partir de 1991 la colonización de C. racemosa hacia occidente ha sido continuada: Grecia, Croacia, Italia, Francia, España.
Por el contrario, un caso de migración antilessepsiana es la de la estrella de mar mediterránea Sphaerodiscus placenta ha sido observada en el lagoon de El Bilaiyim, situado a unos 180 km al sur de la entrada del canal de Suez en el mar Rojo.

## Invasiones de especies del Mar Rojo en el Mediterráneo
El año denota el primer registro en el Mediterráneo.
| Especie                      | Grupo                           | Año  | Ref.         |
| ---------------------------- | ------------------------------- | ---- | ------------ |
| Alepes djedaba               | Actinopterygii: Carangidae      | 1927 |              |
| Alpheus edwardsii            | Crustacea: Alpheidae            | 1924 | [ 4 ]        |
| Alpheus inopinatus           | Crustacea: Alpheidae            | 1958 | [ 4 ]        |
| Alpheus lobidens             | Crustacea: Alpheidae            | 1936 | [ 4 ]        |
| Alpheus migrans              | Crustacea: Alpheidae            | 1978 | [ 4 ]        |
| Alpheus rapacida             | Crustacea: Alpheidae            | 1964 | [ 5 ] [ 4 ]  |
| Amygdalum glaberrima         | Mollusca: Mytilidae             |      | [ 6 ]        |
| Apogon nigripinnis           | Actinopterygii: Apogonidae      | 1947 |              |
| Apogon queketti              | Actinopterygii: Apogonidae      | 2006 | [ 7 ]        |
| Arcuatula arcuatula          | Mollusca: Mytilidae             |      | [ 6 ]        |
| Asterina burtoni             | Echinodermata: Asterinidae      | 1966 |              |
| Atergatis roseus             | Crustacea: Xanthidae            | 1964 | [ 4 ]        |
| Atherinomorus lacunosus      | Actinopterygii: Atherinidae     | 1902 | [ 8 ]        |
| Automate branchialis         | Crustacea: Alpheidae            | 1958 | [ 4 ]        |
| Callionymus filamentosus     | Actinopterygii: Callionymidae   | 1953 |              |
| Ceratonereis mirabilis       | Annelida: Nereididae            |      |              |
| Charybdis helleri            | Crustacea: Portunidae           | 1929 | [ 4 ]        |
| Charybdis longicollis        | Crustacea: Portunidae           | 1961 | [ 4 ]        |
| Conus arenatus               | Mollusca: Conidae               |      | [ 6 ]        |
| Coralliophila monodonta      | Mollusca: Muricidae             |      | [ 6 ]        |
| Coryogalops ochetica         | Actinopterygii: Gobiidae        | 1927 |              |
| Crenidens crenidens          | Actinopterygii: Sparidae        | 1970 |              |
| Cynoglossus sinusarabici     | Actinopterygii: Cynoglossidae   | 1953 |              |
| Cucurbitula cymbium          | Mollusca: Gastrochaenidae       |      | [ 6 ]        |
| Diodora ruppellii            | Mollusca: Fissurellidae         |      | [ 6 ]        |
| Dussumieria acuta            | Actinopterygii: Clupeidae       | 1953 |              |
| Epinephelus coioides         | Actinopterygii: Serranidae      | 1969 |              |
| Epinephelus malabaricus      | Actinopterygii: Serranidae      | 1969 |              |
| Etrumeus teres               | Actinopterygii: Clupeidae       | 1963 |              |
| Eucrate crenata              | Crustacea: Goneplacidae         | 1997 | [ 9 ] [ 4 ]  |
| Fenneropenaeus indica        | Crustacea: Penaeidae            | 1981 | [ 4 ]        |
| Ferosagitta galerita         | Chaetognatha: Sagittidae        | 2003 | [ 10 ]       |
| Fistularia commersonii       | Actinopterygii: Fistulariidae   | 2001 | [ 11 ]       |
| Fulvia fragilis              | Mollusca: Cardiidae             | 2005 | [ 12 ]       |
| Gafrarium pectinatum         | Mollusca: Veneridae             |      | [ 6 ]        |
| Hemiramphus far              | Actinopterygii: Hemiramphidae   | 1927 |              |
| Herklotsichthys punctatus    | Actinopterygii: Clupeidae       | 1976 |              |
| Himantura uarnak             | Chondrichthyes: Dasyatidae      | 1955 |              |
| Hippocampus fuscus           | Actinopterygii: Syngnathidae    | 2002 | [ 13 ]       |
| Hyastenus hilgendorfi        | Crustacea: Majidae              | 1964 | [ 4 ]        |
| Hyporhamphus affinis         | Actinopterygii: Hemiramphidae   | 1967 |              |
| Hypselodoris infucata        | Mollusca: Chromodorididae       | 1973 |              |
| Ixa monodi                   | Crustacea: Leucosiidae          | 1958 | [ 4 ]        |
| Lagocephalus sceleratus      | Actinopterygii: Tetraodontidae  | 2005 | [ 14 ]       |
| Lagocephalus spadiceus       | Actinopterygii: Tetraodontidae  | 1953 |              |
| Lagocephalus suezensis       | Actinopterygii: Tetraodontidae  | 1977 |              |
| Laternula anatina            | Mollusca: Laternulidae          |      | [ 6 ]        |
| Leiognathus klunzingeri      | Actinopterygii: Leiognathidae   | 1931 |              |
| Leonnates decipiens          | Annelida: Nereididae            |      |              |
| Leonnates indicus            | Annelida: Nereididae            |      |              |
| Leonnates persicus           | Annelida: Nereididae            | 2002 | [ 15 ]       |
| Leptochela aculeocaudata     | Crustacea: Pasiphaeidae         | 1936 | [ 4 ]        |
| Leptochela pugnax            | Crustacea: Pasiphaeidae         | 1958 | [ 4 ]        |
| Leucosia sigmata             | Crustacea: Leucosiidae          | 1990 | [ 4 ]        |
| Liza carinata                | Actinopterygii: Mugilidae       | 1971 |              |
| Lophioturris indica          | Mollusca: Turridae              |      | [ 6 ]        |
| Lucifer hanseni              | Crustacea: Sergestidae          | 1927 | [ 4 ]        |
| Lutjanus argentimaculatus    | Actinopterygii: Lutjanidae      | 1977 |              |
| Mactra olorina               | Mollusca: Mactridae             |      | [ 6 ]        |
| Marsupenaeus japonicus       | Crustacea: Penaeidae            | 1926 | [ 16 ] [ 4 ] |
| Matuta banksi                | Crustacea: Calappidae           | 1990 | [ 4 ]        |
| Metapenaeus monoceros        | Crustacea: Penaeidae            | 1927 | [ 4 ]        |
| Metapenaeus stebbingi        | Crustacea: Penaeidae            | 1927 | [ 4 ]        |
| Metapenaeopsis aegypti       | Crustacea: Penaeidae            | 1990 | [ 17 ]       |
| Metapenaeopsis mogiensis     | Crustacea: Penaeidae            | 1997 | [ 9 ]        |
| Modiolus auriculatus         | Mollusca: Mytilidae             |      | [ 6 ]        |
| Muraenesox cinereus          | Actinopterygii: Muraenesocidae  | 1982 |              |
| Myrax fugax                  | Crustacea: Leucosiidae          | 1930 | [ 4 ]        |
| Neanthes willeyi             | Annelida: Nereididae            |      |              |
| Nemipterus japonicus         | Actinopterygii: Nemipteridae    | 2006 | [ 18 ]       |
| Nemipterus randalli          | Actinopterygii: Nemipteridae    | 2006 | [ 19 ]       |
| Nereis gilchristi            | Annelida: Nereididae            |      |              |
| Nereis zonata persica        | Annelida: Nereididae            |      |              |
| Notopus dorsipes             | Crustacea: Raninidae            | 1964 | [ 4 ]        |
| Ogyrides mjoebergi           | Crustacea: Ogyrididae           | 1958 | [ 4 ]        |
| Oxyurichthys papuensis       | Actinopterygii: Gobiidae        | 1983 |              |
| Palaemonella rotumana        | Crustacea: Palaemonidae         | 1958 | [ 4 ]        |
| Pampus argenteus             | Actinopterygii: Stromateidae    | 1896 | [ 20 ]       |
| Panulirus ornatus            | Crustacea: Palinuridae          | 1989 | [ 4 ]        |
| Papilloculiceps longiceps    | Actinopterygii: Platycephalidae | 1990 |              |
| Paraexocoetus mento          | Actinopterygii: Exocoetidae     | 1935 |              |
| Pelates quadrilineatus       | Actinopterygii: Terapontidae    | 1970 |              |
| Pempheris vanicolensis       | Actinopterygii: Pempheridae     | 1979 |              |
| Penaeus semisulcatus         | Crustacea: Penaeidae            | 1928 | [ 4 ]        |
| Periclimenes calami          | Crustacea: Palaemonidae         | 1927 | [ 4 ]        |
| Perinereis nuntia            | Annelida: Nereididae            |      |              |
| Petroscirtes ancylodon       | Actinopterygii: Blenniidae      | 1989 |              |
| Pilumnopeus vauquelini       | Crustacea: Xanthidae            | 1927 | [ 4 ]        |
| Pilumnus hirsutus            | Crustacea: Xanthidae            | 1936 | [ 4 ]        |
| Plagusia tuberculata         | Crustacea: Grapsidae            | 1967 | [ 4 ]        |
| Platycephalus indicus        | Actinopterygii: Platycephalidae | 1953 |              |
| Platymaia wyvillethompsoni   | Crustacea: Majidae              | 1967 | [ 4 ]        |
| Plotosus lineatus            | Actinopterygii: Plotosidae      | 2001 | [ 21 ]       |
| Pomadasys stridens           | Actinopterygii: Haemulidae      | 1969 |              |
| Portunus pelagicus           | Crustacea: Portunidae           | 1924 | [ 4 ]        |
| Potamides conicus            | Mollusca: Potamididae           |      | [ 6 ]        |
| Processa aequimana           | Crustacea: Processidae          | 1946 | [ 4 ]        |
| Pseudonereis anomala         | Annelida: Nereididae            |      |              |
| Pteragogus pelycus           | Actinopterygii: Labridae        | 1992 |              |
| Pterois miles                | Actinopterygii: Scorpaenidae    | 1992 |              |
| Rachycentron canadum         | Actinopterygii: Rachycentridae  | 1986 |              |
| Rastrelliger kanagurta       | Actinopterygii: Scombridae      | 1971 |              |
| Rhabdosargus haffara         | Actinopterygii: Sparidae        | 1992 |              |
| Rhopilema nomadica           | Cnidaria: Rhizostomatidae       |      |              |
| Rhynchoconger trewavasae     | Actinopterygii: Congridae       | 1993 |              |
| Sargocentron rubrum          | Actinopterygii: Holocentridae   | 1947 |              |
| Saurida undosquamis          | Actinopterygii: Synodontidae    | 1953 |              |
| Scarus ghobban               | Actinopterygii: Scaridae        | 1999 | [ 22 ]       |
| Scomberomorus commerson      | Actinopterygii: Scombridae      | 1935 |              |
| Sepioteuthis lessoniana      | Mollusca: Loliginidae           | 2002 | [ 23 ]       |
| Siganus luridus              | Actinopterygii: Siganidae       | 1964 |              |
| Siganus rivulatus            | Actinopterygii: Siganidae       | 1927 |              |
| Silhouettea aegyptia         | Actinopterygii: Gobiidae        | 1991 |              |
| Sillago sihama               | Actinopterygii: Sillaginidae    | 1977 |              |
| Sorsogona prionota           | Actinopterygii: Platycephalidae | 1947 |              |
| Sphaerozius nitidus          | Crustacea: Xanthidae            | 1972 | [ 4 ]        |
| Sphyraena chrysotaenia       | Actinopterygii: Sphyraenidae    | 1930 |              |
| Sphyraena flavicauda         | Actinopterygii: Sphyraenidae    | 1992 |              |
| Spratelloides delicatulus    | Actinopterygii: Clupeidae       | 1978 |              |
| Stephanolepis diaspros       | Actinopterygii: Monacanthidae   | 1927 |              |
| Synalpheus hululensis        | Crustacea: Alpheidae            | 1964 | [ 4 ]        |
| Terapon puta                 | Actinopterygii: Terapontidae    | 1976 |              |
| Tetrosomus gibbosus          | Actinopterygii: Ostraciidae     | 1988 |              |
| Thalamita poissonii          | Crustacea: Portunidae           | 1958 | [ 4 ]        |
| Trachysalambria curvirostris | Crustacea: Penaeidae            | 1927 | [ 4 ]        |
| Trochus erithreus            | Mollusca: Trochidae             |      | [ 6 ]        |
| Tylerius spinosissimus       | Actinopterygii: Tetraodontidae  | 2005 | [ 24 ]       |
| Tylosurus choram             | Actinopterygii: Belonidae       | 1963 |              |
| Upeneus moluccensis          | Actinopterygii: Mullidae        | 1947 |              |
| Upeneus pori                 | Actinopterygii: Mullidae        | 1950 |              |
| Vanitrochus holdsworthiana   | Mollusca: Trochidae             |      | [ 6 ]        |
| Zafra savignyi               | Mollusca: Columbellidae         |      | [ 6 ]        |

## Invasiones de especies del Mediterráneo en el Mar Rojo
- Rock goby
- Giant goby